# 1980
Cette page concerne l'année 1980 (MCMLXXX en chiffres romains) du calendrier grégorien.
L'année 1980 est une année bissextile qui commence un mardi.

## En bref
- 4 janvier : début de l’embargo céréalier contre l’URSS.
- 24 mars : guerre civile au Salvador.
- 8 mai : la variole est officiellement déclarée éradiquée par l'OMS.
- 18 mai : soulèvement de Gwangju en Corée du Sud.
- 22-23 juin : sommet du G7 à Venise[1].
- 31 août : l’accord de Gdańsk autorise l’existence de syndicats libres en Pologne.
- 22 septembre : début de la guerre Iran-Irak.

- L’arrivée au pouvoir de Ronald Reagan aux États-Unis et de Margaret Thatcher au Royaume-Uni marque le début de la « Révolution conservatrice ».

## Événements

### Afrique
- 13 janvier : nouvelle constitution au Togo[2] ; proclamation officielle de la IIIe République.

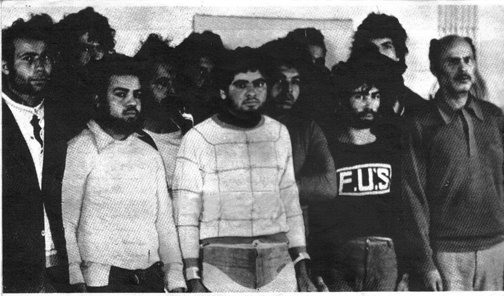
Les assaillants de Gafsa après leur capture.

- 26 janvier - 3 février : événements de Gafsa en Tunisie[3].

- 1er-12 mars, guerre du Sahara occidental : échec de l’opération Imann. Déroute de l’armée marocaine dans le Djebel Ouarkziz au sud du Maroc face au Front Polisario[4].

- 4 mars : annonce des résultats des élections libres tenues les 27-29 février en Rhodésie du Sud, remportées par le Front patriotique de Robert Mugabe[5].
- 11 mars-20 avril : début du Printemps berbère en Algérie, au cours duquel les berbères revendiquent l’officialisation de la langue tamazight. Grèves et émeutes en Kabylie et à Alger. Grève générale en Kabylie à partir du 16 avril, réprimée à partir du 20 avril (opération Mizrana)[6].
- 17 mars, Mali : les manifestations étudiantes contre le régime de Moussa Traoré sont réprimées violemment. Le leader étudiant Abdoul Karim Camara dit « Cabral » décède sous la torture[7].
- 21 mars : reprise de la guerre civile au Tchad. Hissène Habré rompt avec le GUNT et s’empare d'une partie de N’Djamena. Goukouni Oueddei fait appel à l’aide libyenne et un traité de défense mutuelle est annoncé le 15 juin[8].

- 1er avril : déclaration de Lusaka. Neuf pays (Angola, Botswana, Mozambique, Tanzanie, Zambie, Lesotho, Swaziland, Malawi et Zimbabwe) mettent sur pied à Lusaka une conférence pour la Coordination du Développement Sud-Africain (SADCC)[9]. Le Malawi adhère à la SADCC, sans rompre ses relations avec l’Afrique du Sud.
- 5 avril : Ahmadou Ahidjo, seul candidat, est réélu président de la république du Cameroun[10].
- 12 avril : coup d’État militaire du sergent Samuel Doe au Libéria[11].
- 18 avril : entrée en vigueur de la Constitution du Zimbabwe. La Rhodésie devient Zimbabwe et abandonne l’apartheid[5]. Autorité de la majorité noire au Zimbabwe établie par Robert Mugabe (ZANU), Premier ministre d’un gouvernement de réconciliation. Bob Marley est invité lors de la cérémonie pour y jouer[12].
- 24 avril : gouvernement Mohamed Mzali en Tunisie[3].
- 28 - 29 avril : sommet extraordinaire de l’OUA à Lagos. Plan d’action de Lagos pour la création d’une Communauté économique africaine d’ici l’an 2000 afin d’assurer l’intégration économique, culturelle et sociale du continent[13].

- 9 - 15 juin : conférence ministérielle de l’OUA tenue à Banjul en Gambie. Amendement de la Charte proposant de définir trois nouvelles missions essentielles : le maintien de la paix et de la sécurité, la protection des droits de l’homme et le règlement rapide des crises[14].

- 1er - 4 juillet : le sommet de l’OUA à Freetown oppose les partisans du Maroc et ceux du Front Polisario soutenu par l’Algérie dans le conflit du Sahara occidental[13]. L’admission de la RASD est suspendue[15].
- 31 juillet : destruction de la statue de Cecil Rhodes à Salisbury, au Zimbabwe[16].

- Août : début de la construction du mur des sables au Sahara occidental[15].

- Début octobre : intervention militaire de la Jamahiriya arabe libyenne au Tchad en soutien au GUNT. En décembre, Hissène Habré est chassé de N’Djamena et se retira dans l’est du pays[8].

- 10 octobre : un tremblement de terre de magnitude 7,2 provoque 3 000 victimes à El Asnam (ex-Orléansville) en Algérie[17].
- 12 octobre : Félix Houphouët-Boigny, seul candidat, est réélu président de la république de Côte d’Ivoire[18].
- 26 octobre : Julius Nyerere est réélu président en Tanzanie[19]. Il annonce sa retraite politique pour 1985.
- 25 novembre : en Haute-Volta, après deux mois de grèves entraînant la paralysie de plusieurs secteurs, le président Aboubacar Sangoulé Lamizana est renversé par un coup d’État militaire et remplacé par le colonel Saye Zerbo[20].
- 7 décembre : élections législatives cap-verdiennes[21].
- 10-11 décembre : élections frauduleuses en Ouganda. Milton Obote reprend le pouvoir et fait prolonger le régime de terreur[22].
- 31 décembre : au Sénégal, démission de Léopold Sédar Senghor. Abdou Diouf devient de plein droit chef de l’État[23]. Il nomme Habib Thiam Premier ministre[24].

### Amérique
- 3 mars, Salvador : démission d’Héctor Dada. La première junte de gouvernement est dissoute et remplacée par une deuxième junte à laquelle participe le Parti démocrate-chrétien (PDC) de José Napoleón Duarte[25].

- 24 mars : l’assassinat par l’armée de l’archevêque de San Salvador, Óscar Romero, figure emblématique de l’engagement de l’Église aux côtés des paysans révoltés, ouvre une guerre civile qui provoquera la mort de 70 000 personnes en dix ans[26].
- 28 mars : crise économique en Argentine. Faillite de la première banque privée du pays, la Banco de Intercambio Regional[26].

- 5 avril-31 octobre : exode de Mariel. 125 000 cubains, considérés comme contre-révolutionnaires par le pouvoir castriste, reçoivent l’asile politique aux États-Unis[27].

- 20 avril, Honduras : les militaires au pouvoir organisent des élections pour une Assemblée constituante après avoir interdit le parti social-chrétien et le parti communiste et tenté de ranimer leur alliance avec le parti national. À l’issue d’élections relativement honnêtes avec seulement 20 % d’abstention, le parti libéral remporte nettement les élections, ce qui manifeste un net rejet du régime militaire. L’élection présidentielle est prévue pour 1981. Le général Policarpo Paz García demeure président par intérim[26].

- Mai, Brésil : discours du général Golbery do Couto e Silva qui propose une grande concertation et un transfert progressif du pouvoir à des civils « loyaux » et influençables par les militaires. Il préconise un multipartisme faible dominé par une coalition progouvernementale. Il parvient à faire écarter le parti d’opposition MDB. Émerge alors une opposition « loyale », le PP (Partido Popular), et une « déloyale », le PMDB (Partido do Movimento Democrático Brasileiro). L’ARENA se transforme en PDS (Partido Democrático Social)[26].
- 18 mai : Fernando Belaúnde Terry est élu président du Pérou. La veille des élections, le Parti communiste péruvien-Sentier lumineux (PCP-SL) a mis le feu aux urnes et aux registres électoraux d’un village du département d’Ayacucho. La violence de la guérilla du Sentier lumineux et du mouvement révolutionnaire Tupac Amaru oblige la démocratie à vivre dans un état de répression permanent[26].
- 20 mai, Québec : un référendum sur la souveraineté-association, organisé par le Parti québécois, se solde par un échec pour le premier ministre René Lévesque, le Non ayant recueilli près de 60 % des voix[28].

- 29 juin : élections en Bolivie. Siles l’emporte avec 39 % des voix contre 20 % à Paz et 17 % à Banzer. Le Congrès, sollicité pour choisir le vainqueur, n’a pas le temps de décider[26].
- 17 juillet, Bolivie : un coup d’État porte au pouvoir le général García Meza et inaugure deux ans de troubles. La présidente Lidia Gueiler Tejada s’enfuit en France[26].
- 28 juillet : gouvernement civil au Pérou. Fernando Belaúnde Terry, déclaré élu le 1er juin, restaure la démocratie[26].

- 4-10 août : l’ouragan Allen ravage les Caraïbes, l’est et le nord du Mexique, puis le sud du Texas[29].

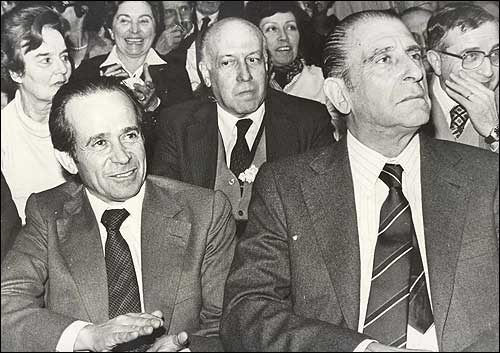
Andrés Zaldívar et Eduardo Frei Montalva au théâtre Caupolicán de Santiago, lors du rassemblement des opposants au projet de constitution chilienne.

- 11 août : la junte publie une nouvelle constitution au Chili ; approuvée par référendum par 67 % de la population le 11 septembre, elle entre en vigueur le 11 mars 1981[30]. Elle fixe le mandat de Augusto Pinochet jusqu’en 1989 mais stipule qu’à cette date la junte présentera un candidat unique aux élections pour la période 1987-1997. Elle met un terme provisoire à la crise politique intérieure et fixe un cadre dans lequel devraient se circonscrire les affrontements politiques. Elle contient deux modèles politiques, un de transition, la dictature militaire, l’autre, pour l’avenir, une « démocratie limitée ».
- 12 août : traité de Montevideo. Création de l’Association latino-américaine d’intégration (ALADI), regroupant dix pays d’Amérique du Sud et le Mexique, qui remplace l’Association latino-américaine de libre-échange (ALALE)[31].

- 11 octobre, Salvador : formation du Front Farabundo Martí de libération nationale (FMLN)[26].
- 13 octobre : le prix Nobel de la paix est attribué à l’argentin Adolfo Pérez Esquivel[32].
- 30 octobre : les travaillistes remportent les élections législatives jamaïcaines. Edward Seaga forme le nouveau gouvernement[33].

- 4 novembre : élection de Ronald Reagan (Républicain) comme président des États-Unis[34].

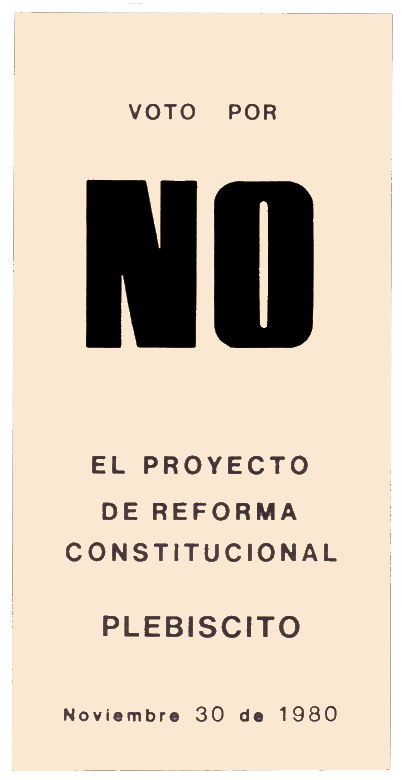
Bulletin pour le NON à la réforme constitutionnelle en Uruguay

- 30 novembre : en Uruguay, les militaires au pouvoir soumettent par référendum un projet de Constitution à l’ensemble de la population : 57,8 % de non pour 87 % de participation[33].

- 22 décembre, Salvador : pour trouver une issue politique à la crise, l’armée nomme José Napoleón Duarte président provisoire[25].

- Le jésuite espagnol Fernando Hoyos décide de se joindre à la guérilla guatémaltèque et devient le comandante Carlos[35].

### Asie et Pacifique
- 3-6 janvier[36] : victoire du parti du Congrès (42,7 %) sur le Janata (19 %) aux élections législatives indiennes. Le 14 janvier, Indira Gandhi reprend le pouvoir en Inde (fin en 1984)[37]. Après sa défaite, la coalition du Janata Party se disloque : Les nationalistes hindous créent le Bharatiya Janata Party (BJP, parti du Peuple indien).
- 17 février : Le gouvernement d’Indira Gandhi dissout neuf assemblées fédérales en Inde et organise des élections pour le 2 juin, remportées par le Parti du Congrès dans huit États (à l’exception du Tamil Nadu)[38]. En Assam, État particulièrement instable, la campagne électorale se solde par plus de 4 000 morts : le boycott est quasi total mais le Parti du Congrès est vainqueur. De nombreux journalistes considèrent que le scrutin a été fraudé[37].

- 3 mars : gouvernement du général Prem Tinsulanonda en Thaïlande (fin en 1988)[39].
- 11 mars : le gouvernement de Michael Somare, mis en minorité devant le Parlement, démissionne. Sir Julius Chan, chef du parti pour le Progrès du peuple, devient Premier ministre de Papouasie-Nouvelle-Guinée[40].

- 2 mai : les Népalais se prononcent par référendum pour le maintien du système apolitique des panchayat que souhaite voir disparaître l’opposition[41].
- 17 mai : loi martiale en Corée du Sud. Des manifestations populaires et étudiantes d’une grande ampleur troublent le pays[42].
- 18 - 27 mai, Corée du Sud : à Gwangju, la capitale de la province de Jeolla du Sud, dont est originaire le principal chef de l’opposition Kim Dae-jung, les manifestations se transforment en une véritable insurrection. Les commandos parachutistes interviennent et, après trois jours de sanglants combats de rue, l’armée reprend le contrôle de la ville. Le bilan officiel, 191 morts, est vraisemblablement sous-estimé[42].
- 22 - 31 mai : Hu Yaobang mène une tournée d’inspection au Tibet[43].
- 28 mai : révolte séparatiste sur l’ile d’Espiritu Santo au Vanuatu menée par Jimmy Stevens du mouvement Nagriamel ; les troupes franco-britanniques reprennent le contrôle de Luganville le 24 juillet. Elles sont relevées par des troupes de Papouasie-Nouvelle-Guinée le 18 août[44].

- 13 juin, Inde : Sanjay Gandhi est nommé secrétaire général du Parti du Congrès. Le 23 juin, il meurt dans un accident d’avion, près de Delhi, à l’âge de 33 ans[37].
- 23 juin : incursion vietnamienne en Thaïlande, sans doute pour contrecarrer le programme d’aide aux réfugiés[45].

- 9 juillet-3 août : les mouvements étudiants qui mènent la révolte en Assam contre l’émigration illégale ferment les frontières de l’État aux autres régions de l’Inde[38].
- 9 juillet : par référendum, les habitants des Palaos votent pour l’indépendance vis-à-vis des États-Unis et approuvent leur constitution[46].
- 18 juillet : l’Inde intègre le club des six pays lanceurs de satellite artificiel[38].
- 29 juillet : l’ancien Premier ministre birman U Nu est autorisé à revenir en Birmanie comme simple citoyen[47].
- 30 juillet : indépendance du Vanuatu (Nouvelles-Hébrides) vis-à-vis de la France et du Royaume-Uni[44].

- 18 août-24 septembre : intervention des troupes de Papouasie-Nouvelle-Guinée sur l’île de Vanuatu pour y étouffer la révolte séparatiste[44].
- 30 août-10 septembre : troisième session du cinquième Congrès national du peuple. Hua Guofeng démissionne de sa charge de Premier ministre de la république populaire de Chine[48]. Il disparaît complètement de la scène politique en juin 1981.
- 1er septembre : dictature de Chun Doo-hwan en Corée du Sud (fin en 1987)[38].
- Septembre : création du Front uni de libération nationale du peuple lao, le FULNL[49].

- 10-14 octobre, Corée du Nord : au VIe congrès du PPTC, le fils de Kim Il-sung, Kim Jong-il, est placé à un poste élevé du Bureau politique ainsi que du Comité central du parti[50]. Népotisme en Corée du Nord : douze parents du maréchal Kim Il-sung occupent des postes importants en 1982.
- 18 octobre : élections fédérales australiennes[51].
- 22 octobre : une nouvelle Constitution introduisant le multipartisme est  approuvée par référendum en Corée du Sud[38].

### Proche-Orient
- 26 février : rétablissement des relations diplomatiques entre Israël et l’Égypte[52].
- 8 mars, Syrie : les islamistes soulèvent Alep pendant plusieurs jours. La répression par l’armée provoque de mille à deux mille morts lors de la reconquête de la ville qui dure près d’un an[53]. 150 à 200 manifestants sont massacrés lors d’un raid héliporté de l’armée syrienne à Jisr al-Choghour les 9 et 10 mars[54].
- 10 mars : Yitzhak Shamir, un partisan de la ligne « dure » opposé aux accords de Camp David, devient ministre des Affaires étrangères en Israël[55].

- 1er avril, Irak : attentat manqué contre Tarek Aziz, membre important du gouvernement de confession chrétienne[56].
- 6 avril : début de l’expulsion des chiites d’origine iranienne d’Irak[57].
- 8 avril, Irak : exécution du leader révolutionnaire chiite Muhammad Baqir al-Sadr[58]. La répression s’abat sur le clergé chiite, décimant des familles cléricales entières. Les villes saintes chiites se trouvent placées sous un régime d’arbitraire policier.

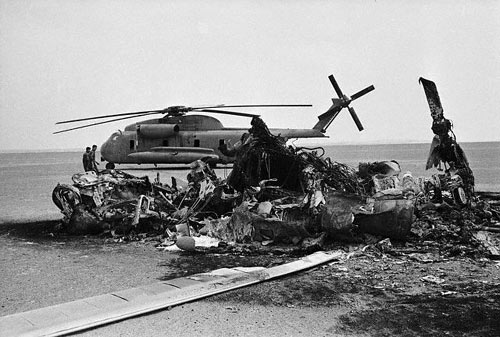
24 avril : opération Eagle Claw.

- 24 avril : opération Eagle Claw. Échec d’un raid américain héliporté pour libérer les otages de Téhéran[59].

- 22 mai : amendement de la Constitution égyptienne. La loi islamique devient la source principale de la législation en Égypte[60].
- 27 mai-7 juin : des pogroms anti-alévis dans la province de Çorum en Turquie font une cinquantaine de morts[61]. Le 4 juillet, un groupe de militants nationalistes sunnites attaquent les quartiers alévis ; 26 personnes sont tuées, 36 maisons et 12 boutiques détruites[62].

- 12-13 juin : sommet du Conseil européen à Venise. Déclaration commune de l’OLP et de la CEE[63].
- 20 juin : élection d’une Assemblée nationale de 250 membres en Irak[64].
- 27 juin, Syrie : les brigades de défense massacrent 500 prisonniers politiques islamistes détenus à Palmyre à la suite d'une tentative d'assassinat contre le président Hafez el-Assad. Le 7 juillet, le mouvement des Frères musulmans est interdit en Syrie[65].

- 7 juillet, Liban : le PNL, la milice de Camille Chamoun est éliminée par les Forces libanaises de Bachir Gemayel, qui contrôle toute la zone chrétienne[66]. Il relance l’activité économique dans le port de Jounieh et s’oppose à la reconstruction de l’État. La Syrie remet l’essentiel de ses positions à l’OLP et se replie dans la plaine de la Bekaa. À la fin de l’année, Bachir Gemayel entreprend de défier les forces syriennes de la Bekaa et tente de s’emparer de Zahleh[67].
- 9-10 juillet : échec d’un soulèvement d’officiers loyalistes en Iran[59].
- 30 juillet : le Parlement israélien vote l’annexion définitive de Jérusalem-Est, ce qui met fin à toute négociation sur le sort des territoires occupés[68].

- 12 septembre : coup d’État militaire en Turquie qui cause plusieurs morts et emprisonnements. Le terrorisme d’extrême gauche et d’extrême droite incite l’armée, garante de la laïcité, à intervenir et à déposer le Premier ministre turc Süleyman Demirel[69]. Le parlement est dissout et les partis politiques interdits.
- 17 septembre : Saddam Hussein dénonce unilatéralement l’accord d’Alger conclu avec le chah quatre ans plus tôt sur le partage des eaux du Chatt-el-Arab[56].
- 19 septembre : élection d’un Conseil législatif de 50 membres pour la région autonome du Kurdistan irakien[64].

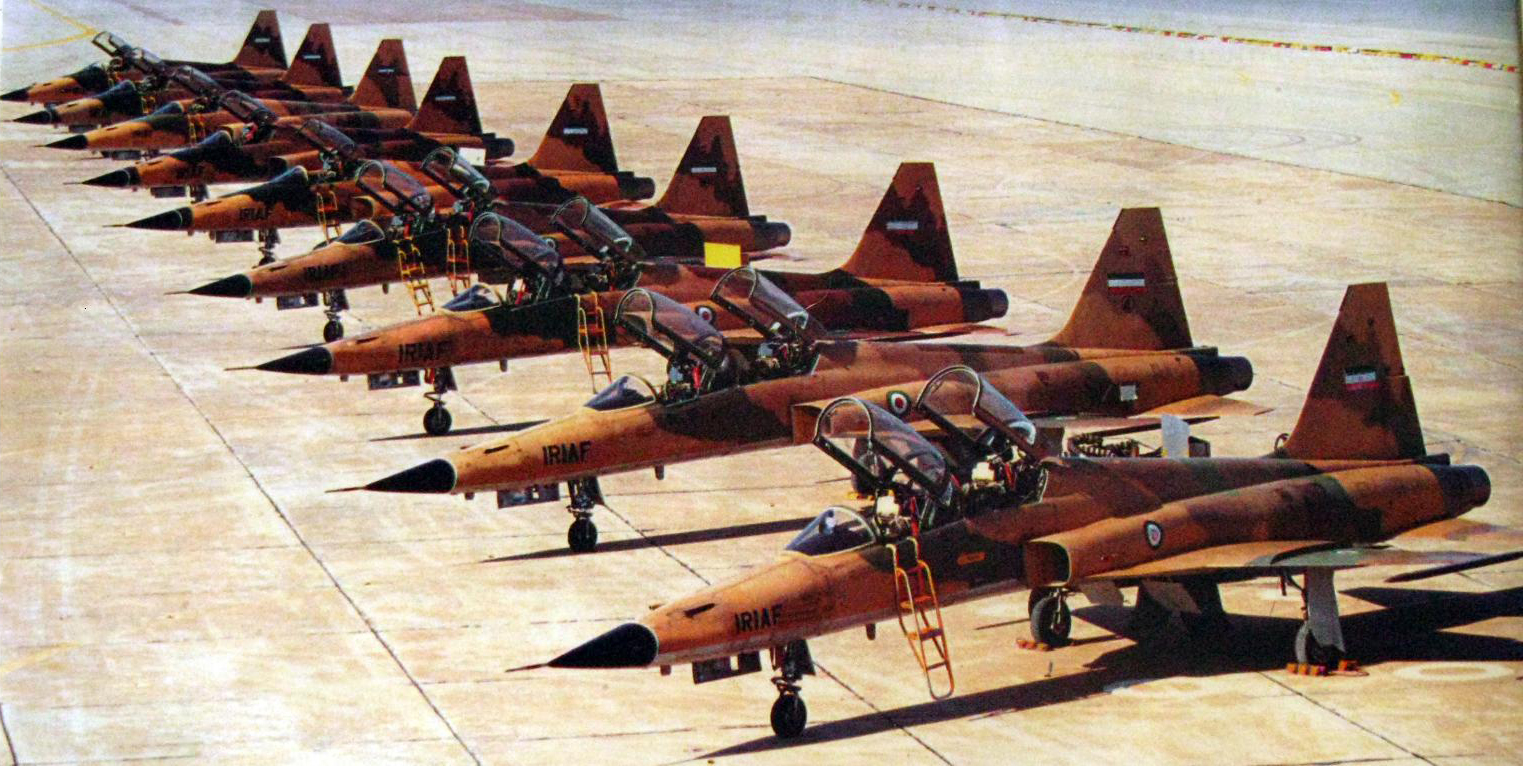
Northrop F-5 iraniens pendant la guerre Iran-Irak.

- 22 septembre : début de la guerre Iran-Irak[56]. Le dictateur irakien Saddam Hussein, approvisionné en armement par l’Union soviétique et la France, lance une attaque surprise sur l’Iran. Il compte sur la désorganisation de l’armée iranienne à la suite de la révolution pour mener une guerre rapide. Mais l’agression entraîne en Iran un sursaut patriotique et de volontaires s’engagent par milliers. Leur sacrifice au front permet à l’armée iranienne de se réorganiser.
- 23 septembre : contre-attaque aérienne iranienne sur les bases aériennes irakienne[70].

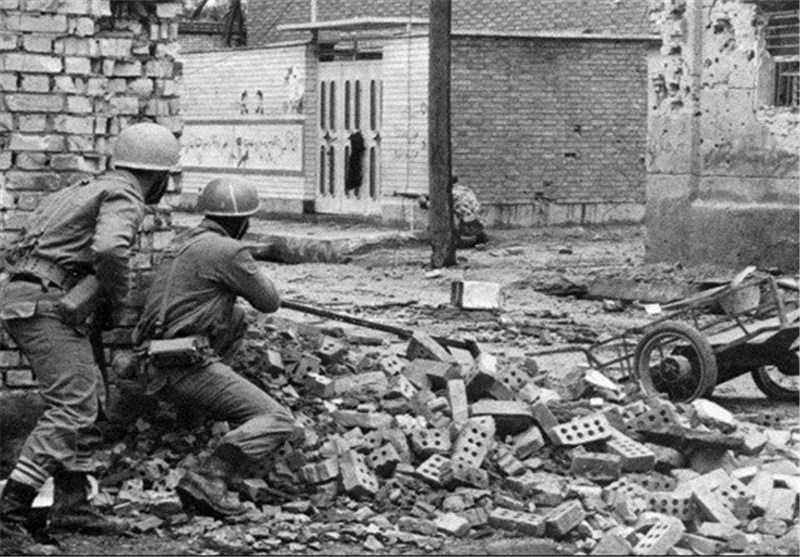
Combat de rue à Khorramshahr

- 10-11 octobre : l’armée irakienne traverse le fleuve Karoun et entre au Khouzistan. Le 14 octobre, elle encercle Abadan mais est repoussée. Le 24 octobre, en dépit de la résistance iranienne, Khorramshahr tombe[71].

- 3 novembre : l’assaut irakien sur Abadan est refoulé par les Gardiens de la révolution. La ville est assiégée sur trois côtés[72].
- 12 novembre : huit organisations politiques de l’opposition à Saddam Hussein signent à Damas la Charte du front patriotique national démocratique en Irak[56].
- 13 novembre : nouvelle offensive irakienne au Khouzistan ; elle est arrêtée devant Dezfoul et les deux divisions blindées doivent se replier derrière la rivière Karkheh. Au sud, 150 chars irakiens lancés sur Ahvaz sont enlisés par la rupture des digues et la pluie[71].
- 27-29 novembre : opération Morvarid. La marine irakienne est neutralisée[59].

- 24 décembre : l’aviation irakienne bombarde le terminal pétrolier de Kharg. L’Irak ouvre un second front au nord dans les régions kurdes iraniennes[59]. Son offensive s’enlise à la fin de l’année et les opérations militaires se transforment en guerre de position. Les États-Unis n’interviennent pas. La guerre dure jusqu’en 1988.

### Europe
- 2 janvier - 1er avril : grève des ouvriers de la British Steel au Royaume-Uni[73].
- 3 janvier : sixième gouvernement constitutionnel de Francisco Sá Carneiro au Portugal[74].

- 4 janvier : devant le Congrès, le président américain Jimmy Carter condamne l’agression soviétique en Afghanistan et annonce des sanctions : embargo sur les livraisons de céréales à l’URSS, le boycott des Jeux Olympiques de Moscou, le rejet de la ratification des accords SALT 2[75].
- 22 janvier : Andrei Sakharov, qui a appelé au boycott des Jeux olympiques de Moscou en signe de refus de l’invasion de l’Afghanistan est assigné à résidence à Gorki (fin en 1986)[75].

- 9 mars : élections législatives roumaines. Le 28 mars, Nicolae Ceaușescu est réélu président de la République[76].
- 23 mars : référendum suédois sur l’énergie nucléaire. Les électeurs se prononcent pour la poursuite du programme de douze réacteurs[77].
- 26 mars : deux militants d'Iparretarrak tués par l'explosion d'une voiture piégée.

- 24 avril-11 mai : mouvements de grèves et de lock-out en Suède. Pratiquement toute l’activité est paralysée pendant dix jours[77].
- 30 avril :
  - la reine Juliana des Pays-Bas abdique en faveur de sa fille Beatrix. des émeutes éclatent à Amsterdam à l’occasion de la cérémonie de couronnement[78].
  - début de la prise d’otages de l’ambassade iranienne à Londres[79].
- 4 mai : mort de Tito. La république fédérale socialiste de Yougoslavie institue un système de direction collective, au cours duquel l’exécutif est assuré par rotation d’un an par un membre de la présidence collective[80].
- 5 mai : la prise d’otages de l’ambassade iranienne à Londres prend fin par la mort de trois des terroristes et la libération de 19 otages[79].
- 8 mai : Décès et funérailles de Josip Broz Tito.
- 9 mai : gouvernement de Geórgios Rállis en Grèce (fin en 1981)[81].
- 27 mai : à la suite de l’occupation soviétique de l’Afghanistan, 56 pays annoncent qu’ils boycotteront les Jeux olympiques de Moscou[82].
- 29-30 mai : Margaret Thatcher obtient du Conseil européen une réduction substantielle des sommes à payer et l’augmentation des dépenses structurelles au profit du Royaume-Uni[83].

- 19 juillet-3 août : jeux olympiques de Moscou, boycottés par 56 pays[82].
- 1er août : 
  - Vigdís Finnbogadóttir est la première femme présidente de la république d’Islande[84].
  - loi sur l’emploi règlementant la pratique des piquets de grève et interdisant les grèves de solidarité au Royaume-Uni[85]. Elle soumet l’exercice du monopole syndical d’embauche à un vote à bulletins secrets de la base, avant qu’une nouvelle loi ne le déclare illégal en 1982.
- 2 août : attentat de la gare de Bologne revendiqué par l’extrême droite. Une bombe laissée dans la salle d’attente de la gare tue 85 personnes et blesse 210 personnes[86].

- 26 septembre : un attentat à la Fête de la bière à Munich provoque treize morts et deux cents blessés[87].

- 3 octobre : 
  - attentat de la rue Copernic à Paris[88].
  - Housing Act au Royaume-Uni[89] : loi obligeant les collectivités locales à vendre à bas prix les logements sociaux aux locataires qui en feraient la demande. Un tiers du parc locatif est vendu en dix ans, rapportant 17,5 milliards de £ de recettes et portant la proportion des occupants propriétaires de 58 à 67 % des ménages anglais.
- 5 octobre :
  - victoire de l’Alliance démocratique aux élections législatives portugaises[90].
  - la coalition SPD-FDP remporte les élections fédérales allemandes ; Helmut Schmidt reste chancelier[91].
- 17 octobre : ouverture de négociations américano-soviétiques sur les armements eurostratégiques à Genève[92].
- 21 octobre : Mikhaïl Gorbatchev entre au Politburo du Parti communiste de l’Union soviétique[93].
- 15-16 novembre, crise des euromissiles : grande manifestation pacifiste en Allemagne contre la décision de l’OTAN de déployer des missiles nucléaires en Europe[75]. Appel de Krefeld en faveur du désarmement.
- 4 décembre : mort du Premier ministre du Portugal Francisco Sá Carneiro et de son ministre de la Défense dans un accident d’avion. Diogo Freitas do Amaral assure l’intérim[74].
- 7 décembre : réélection de António Ramalho Eanes à la présidence de la république du Portugal[94].

#### Pologne
- 18 février : Edward Babiuch devient premier ministre de la république populaire de Pologne[95].
- 23 mars : élections législatives[95].

- 1er juillet : à la suite de la hausse du prix de la viande provoque une grève générale à Lublin qui s’étend rapidement dans les ports de la Baltique et en Silésie[96]. Des mouvements revendicatifs dans les usines exigent durant tout le mois des augmentations de salaires. Le pays est paralysé.

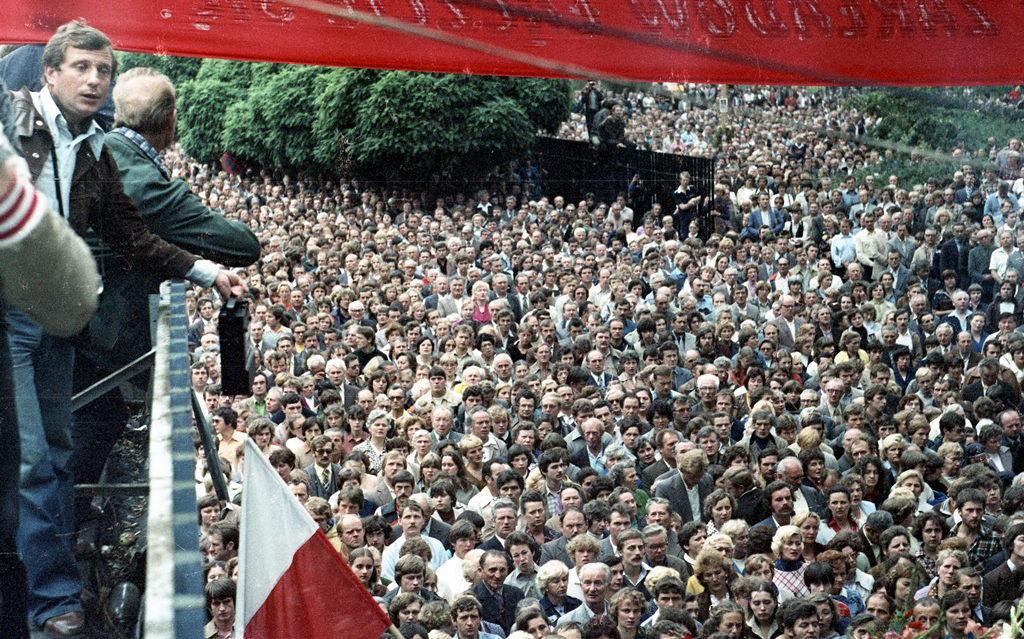
14 août : grève des chantiers navals Lénine de Gdańsk

- 14 août : les 17 000 ouvriers des chantiers navals Lénine de Gdańsk se mettent en grève pendant trois semaines après le licenciement d’une responsable syndicale non officielle[97].
- 16 août : création à Gdańsk d’un comité de grève inter-entreprises, qui présente vingt-et-une revendications[98]. Les négociations n’avancent pas à Gdańsk, les grèves se propagent la semaine suivante à Szczecin et aux autres ports de la Baltique[99].
- 20 août : arrestation d’une vingtaine de dissidents[100].
- 24 août : Jozef Pinkowski devient premier ministre, à la place d’Edward Babiuch[99].

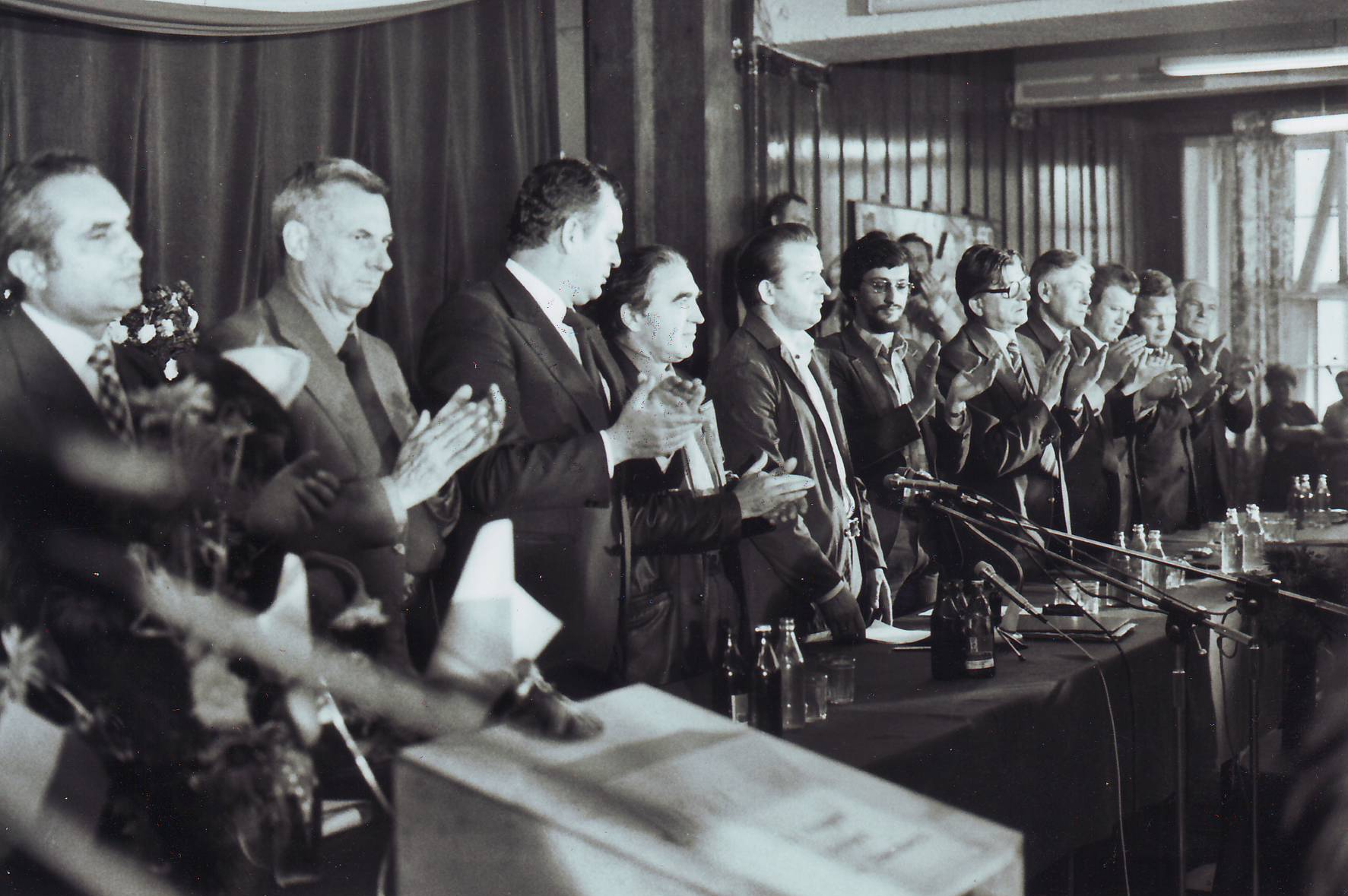
Les représentants du gouvernement et des travailleurs lors des négociations à Szczecin le 23 août.

- 31 août : à Gdańsk, Mieczyslaw Jagielski, vice-premier ministre chargé des négociations, et Lech Wałęsa, un électricien des chantiers navals Lénine chef de file du mouvement, parviennent à un accord[96]. Les autorités communistes doivent faire des concessions sans précédent. Les grévistes obtiennent la création de syndicats indépendants, le droit de grève, des augmentations de salaire, la libération des prisonniers politiques et un assouplissement de la censure. Fin des grèves. Les dissidents arrêtés le 20 août sont libérés.

- 5 septembre : Edward Gierek est remplacé à la tête du Parti ouvrier unifié polonais par Stanisław Kania[99].

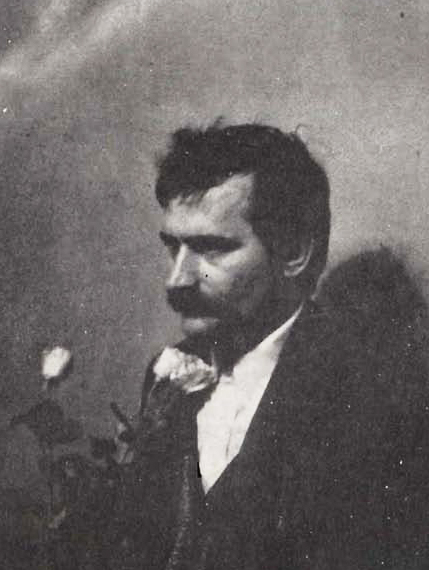
Lech Wałęsa en août 1980.

- 17 septembre : fondation du syndicat « Solidarność », fort de dix millions d’adhérents, avec, à sa tête Lech Wałęsa, reconnu par la Cour Suprême le 10 novembre[99]. Il est constitué à partir de 38 comités interentreprises. Il accepte en contrepartie la Constitution polonaise, le rôle dirigeant du parti communiste dans l’État et les alliances existantes. Mais les grèves sporadiques continuent dans le pays et Moscou commence à s’inquiéter. L’URSS dénonce l’accord de Gdańsk comme une menace de renversement du système communiste.
- 27 novembre : pour éviter une grève générale autour de Varsovie, libération de deux hommes du syndicat Solidarité arrêtés le 21[101].

- 5 décembre : le sommet du Pacte de Varsovie réunit à Moscou s’affirme prêt à défendre le socialisme en Pologne[102].
- 12 décembre : l’OTAN met en garde l’Union soviétique contre une intervention en Pologne qui pourrait marquer la fin de la détente[103].

## Décès en 1980

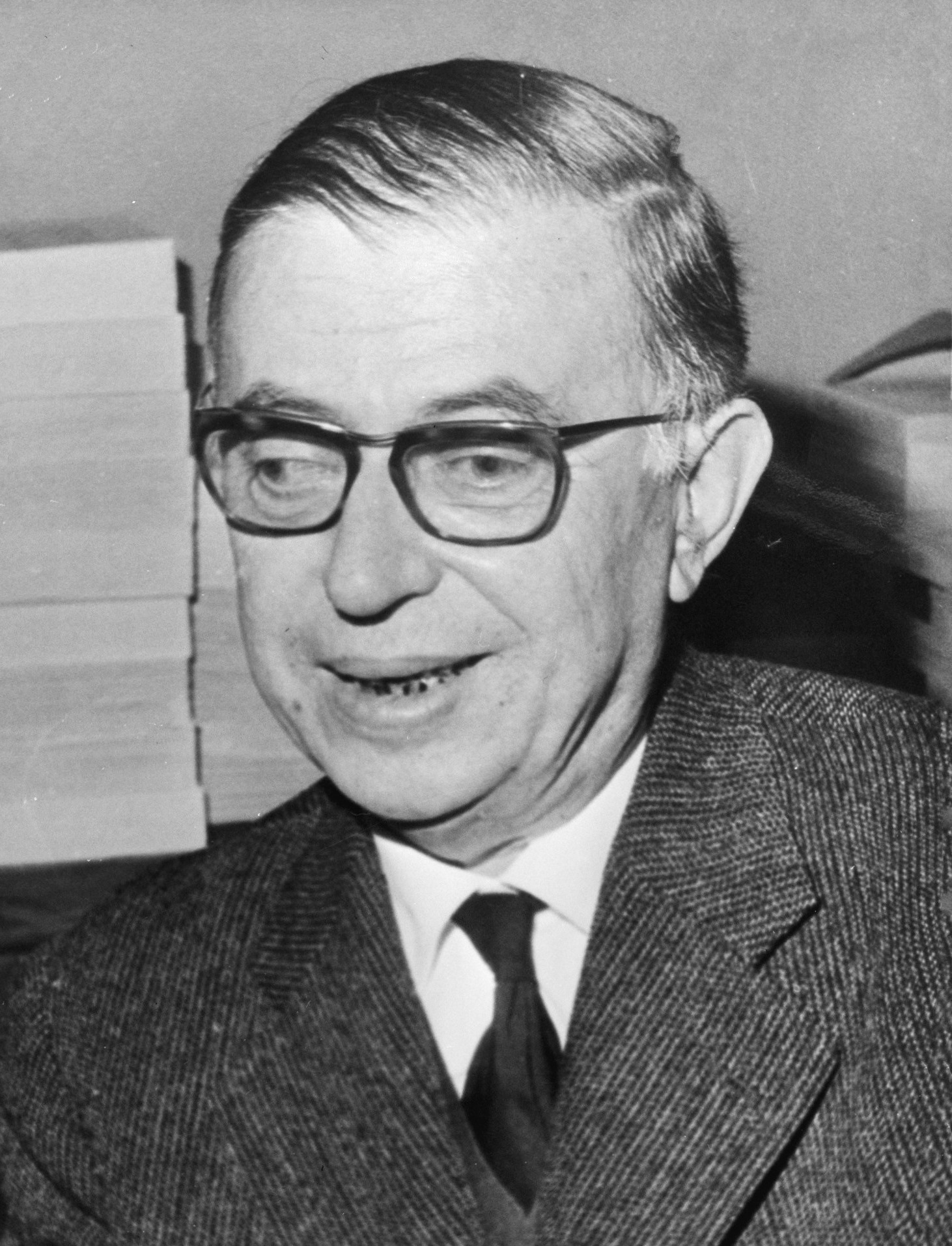
Jean-Paul Sartre.

Personnalités majeures décédées en 1980

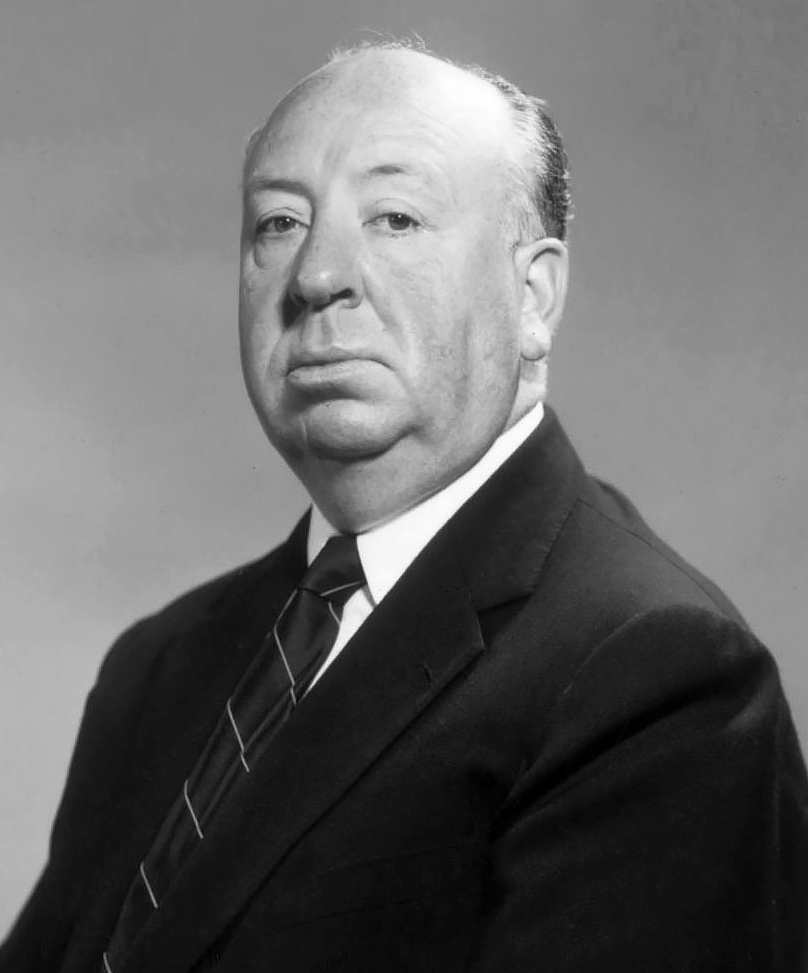
Alfred Hitchcock

- 26 mars : Roland Barthes (sémiologue et écrivain français)
- 31 mars : Jesse Owens (athlète américain)
- 15 avril : Jean-Paul Sartre (philosophe et écrivain français)
- 24 avril : Alejo Carpentier (écrivain cubain)

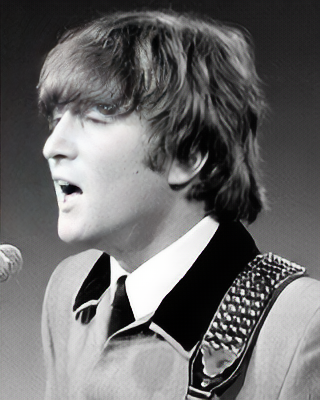
John Lennon

- 29 avril : Alfred Hitchcock (cinéaste britannique naturalisé américain)
- 4 mai : Josip Broz Tito (homme politique et militaire yougoslave)
- 7 juin : Henry Miller (romancier américain)
- 24 juillet : Peter Sellers (acteur britannique)
- 27 juillet : Mohammad Reza Pahlavi (chah d’Iran)
- 20 août : Joe Dassin (chanteur américano-français)
- 26 août : Tex Avery (dessinateur et cinéaste d’animation américain)
- 8 septembre : Maurice Genevoix (écrivain français)
- 16 septembre : Jean Piaget (psychologue et épistémologue suisse)
- 7 novembre : Steve McQueen (acteur américain)
- 2 décembre : Romain Gary (écrivain français)
- 8 décembre : John Lennon (chanteur britannique)
- 31 décembre : Raoul Walsh (cinéaste américain)